# Brianna Fraser
Briana Ashaki Fraser (ur. 22 maja 1997 w Nowym Jorku) – amerykańska koszykarka występująca na pozycjach silnej skrzydłowej lub środkowej, posiadająca także azerskie obywatelstwo, reprezentantka tego kraju w koszykówce 3x3, od 2023 zawodniczka KGHM BC Polkowice.
25 sierpnia 2023 dołączyła do KGHM BC Polkowice.

## Osiągnięcia
Stan na 16 marca 2024, na podstawie, o ile nie zaznaczono inaczej.

### NCAA
- Uczestniczka rozgrywek:
  - Sweet 16 turnieju NCAA (2017)
  - II rundy turnieju NCAA (2016–2019)
- Mistrzyni:
  - turnieju konferencji Big 10 (2016, 2017)
  - sezonu zasadniczego Big 10 (2016, 2017, 2019)
- Wicemistrzyni turnieju konferencji Big 10 (2018, 2019)
- Zawodniczka tygodnia konferencji Big Ten – Big Ten Player of the Week Honor Roll (10.12.2018; 21.01.2019)

### Drużynowe
- Mistrzyni:
  - Polski (2024)[6]
  - Rumunii (2022)
  - Libanu (2022)
- Zdobywczyni pucharu:
  - Polski (2024)[7]
  - Rumunii (2022)
- Finalistka Superpucharu Polski (2023)[8]
- Uczestniczka międzynarodowych rozgrywek:
  - Euroligi (2021/2022, od 2023)
  - Eurocup (2021–2023)

### Indywidualne
(* – nagrody przyznane przez portal eurobasket.com)
- MVP*:
  - finałów ligi rumuńskiej (2022)
  - kolejki ligi:
    - rumuńskiej (3 x 2021/2022)
    - węgierskiej (3 x 2019/2020, 3 x 2020/2021)
- Najlepszy skrzydłowa ligi rumuńskiej (2022)*
- Zaliczona do:
  - I składu:
    - ligi rumuńskiej (2022)
    - kolejki OBLK (1 – 2023/2024)[9]

  - II składu Eurocup (2022)
  - składu honorable mention:
    - Eurocup (2023)
    - ligi węgierskiej (2021)
- Liderka:
  - Eurocup w średniej punktów (2022 – 27,5)[10]
  - kwalifikacji do Euroligi w średniej:
    - punktów (2021 – 29,5)
    - bloków (2021 – 2)

### Reprezentacja
5x5 – USA
- Uczestniczka uniwersjady (2017 – 5. miejsce)

3x3 – Azerbejdżan
- Uczestniczka rozgrywek FIBA 3x3 Women’s Series (2023 – 6. miejsce)